# 花脊游蛇
花脊游蛇又名秘纹蛇（学名：Hemorrhois ravergieri）为游蛇科秘纹蛇属的爬行动物。分布于埃及、西奈半岛、小亚细亚、经以色列、叙利亚、伊拉克、伊朗、高加索、东到阿富汗、巴基斯坦、印度、地中海、爱琴海、格鲁吉亚、亚美尼亚、阿塞拜疆、塔吉克斯坦等中亚各国以及中国大陆的新疆等地，多栖息于半沙漠草原或绿洲地区或村舍附近。该物种的模式产地在阿塞拜疆巴库。

## 保护
本种于2023年被收录入《有重要生态、科学、社会价值的陆生野生动物名录》。